# Abida secale
Abida secale е вид коремоного от семейство Chondrinidae.

## Разпространение
Видът е разпространен в Австрия, Андора, Белгия, Босна и Херцеговина, Великобритания, Германия, Испания, Италия (Сардиния), Лихтенщайн, Люксембург, Румъния, Словакия, Франция и Швейцария.